# Persephona punctata
Persephona punctata is een krabbensoort uit de familie Leucosiidae. De wetenschappelijke naam van de soort werd gepubliceerd in 1758, als Cancer punctata, door Carl Linnaeus in de tiende editie van Systema naturae.